# Базега (река)
Базега — река в Вологодской области России, относится к бассейну Волги. Длина — 51 км. Площадь водосборного бассейна — 490 км².
Вытекает из небольшого озера Глубокое, собирающего воды Пужандручья и Енручья (к бассейну последнего относится, в частности, Куштозеро), на юге Вытегорского района. Сразу же втекает в Бабаевский район, а через несколько километров в Белозерский район, в котором и находится оставшаяся часть течения реки (в Шольском сельском поселении). Протекает через несколько небольших озёр: Егозеро, верхнее Базегское и нижнее Базегское. Крупных притоков Базега не имеет, однако в неё впадают несколько ручьев и небольших речек, среди которых Каман, Калик, Бязей, Солручей и Яниш. Впадает в Шолу напротив деревни Верховье. Других жилых населённых пунктов на реке нет, однако есть несколько нежилых, среди которых Коновалово и Левшуково.